# 奈良利寿
奈良 利寿（なら としなが、寛文7年〈1667年〉 - 元文元年12月14日〈1737年1月14日〉）は、江戸時代中期の奈良派の装剣金工家である。通称は太兵衛。土屋安親、杉浦乗意と並び、奈良三作と称された。

## 経歴・人物
江戸に生まれ、奈良派3代奈良利治の弟子ないしは同派4代奈良利永の弟子となる。人物図や花鳥図などの縁頭の制作を主とした。鍔はわずか程であったが、独特でかつ粗密を意識的に使い分けた「高肉彫り」と呼ばれる技法で上記の奈良三作の中で最も優れた作品を制作した金工であった。なお、利寿以降の奈良派は「新奈良派」と呼ばれた。
代表作に縁頭は『雁図縁頭』、鍔は『大森彦七図鍔』などがある。